# Halle de Saint-Lys
La halle de Saint-Lys est une halle située à Saint-Lys, dans le département de la Haute-Garonne en France. Selon la municipalité, il s'agit du bâtiment le plus emblématique de la ville.

## Localisation
La halle se situe au centre de la place Nationale, sur la commune de Saint-Lys.

## Description
La halle est un édifice néo-classique constitué de briques roses typiques du pays toulousain et mesure 26 m de long sur 22 m de large, possède une hauteur de mur de 6,5 m (9,65 m de hauteur jusqu’au faîte du toit) et a une surface intérieure de 489 m2.

## Histoire
La halle est construite entre 1842 et 1846 par Edmond Chambert.
La halle est inscrite au titre des monuments historiques par arrêté du 11 octobre 2004.
En 2014, elle est complètement réhabilitée,.